# مناورات جوية قتالية

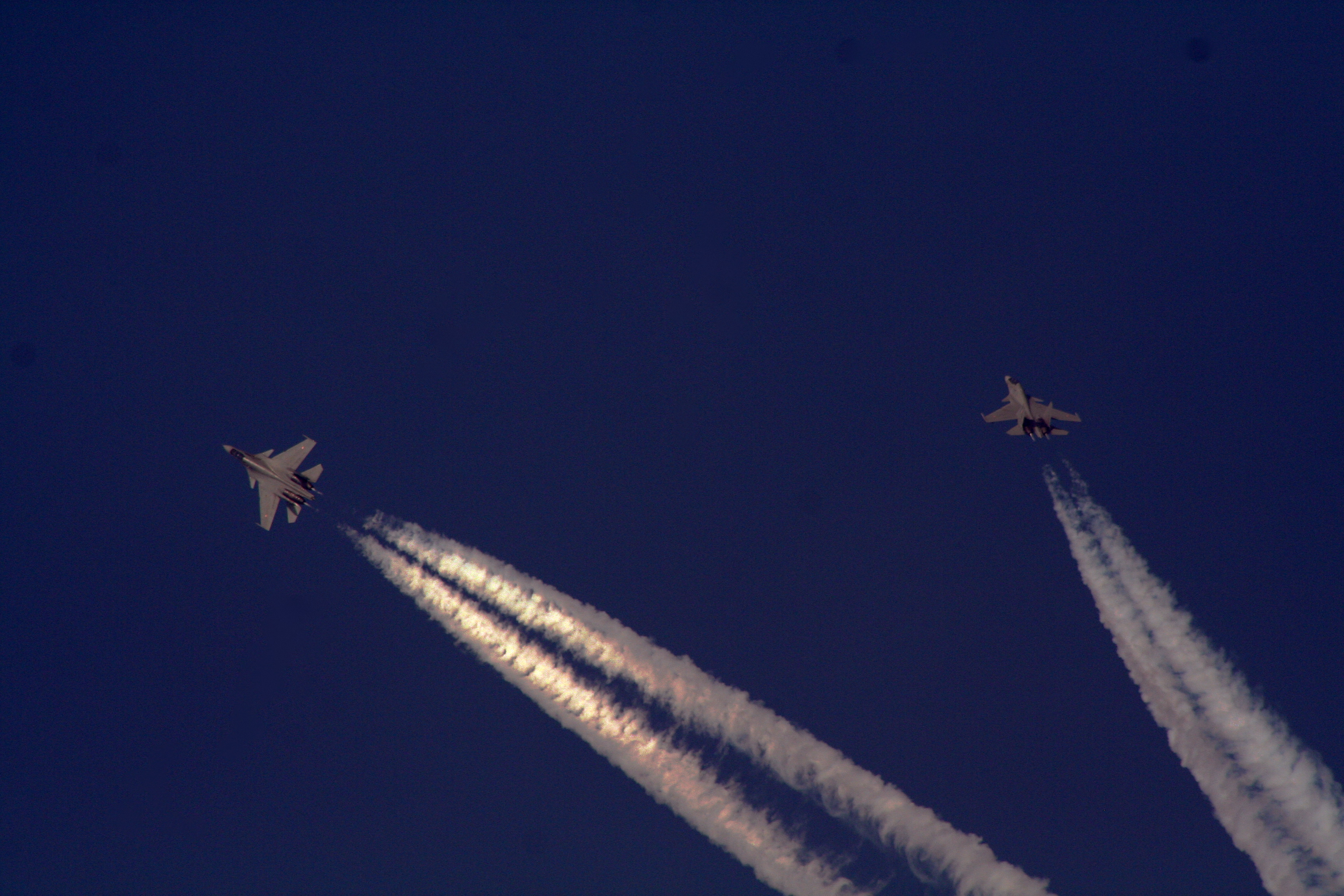

المناورة الجوية القتالية (المعروفة أيضًا باسم القتال القريب) هي الفن التكتيكي المتمثل في تحريك وتدوير ووضع الطائرة المقاتلة في موقع يمكن من خلاله شن هجوم على طائرة أخرى. تعتمد مناورات القتال الجوي على المناورات الأساسية الهجومية والدفاعية لاكتساب أفضلية على الخصم الجوي.

## لمحة تاريخية
ظهر الطيران العسكري في الحرب العالمية الأولى عندما استُخدمت الطائرات في البداية لتحديد تشكيلات قوات العدو ومواقع السلاح الميداني وحركاته. تكون القتال الجوي المبكر من طيارين يطلقون النار على بعضهم البعض بأسلحة محمولة باليد. أول طائرة مسجلة أسقطت بواسطة طائرة أخرى وقعت في 5 أكتوبر 1914، وكانت من طراز أفياتيك الألمانية. أطلق الرصاص على الطيار الرقيب فيليلم شليختينغ من قبل لويس كينولت الذي كان يركب طائرة من طراز فوايزن 3 يقودها الرقيب الفرنسي جوزيف فرانتز. أدت الحاجة إلى وقف الاستطلاع الذي كانت تجريه طائرات العدو بسرعة إلى تطوير طائرات مقاتلة، وهي فئة من الطائرات المصممة خصيصًا لتدمير الطائرات الأخرى.
كانت البنادق الثابتة التي تطلق من الأمام أكثر الأسلحة فاعلية بالنسبة لمعظم الطائرات المقاتلة التي تعود إلى حقبة الحرب العالمية الأولى، لكن كان من المستحيل تقريبًا إطلاق النار من خلال مراوح الدوران الخاصة بالطائرة دون تدميرها. يعتبر رولان غاروس الذي كان يعمل مع شركة موران سولنييه أول من حلَّ هذه المشكلة عن طريق ربط أسافين حديدية بالمروحة. دمر ثلاثة طائرات لكنه أسقط بنيران أرضية وهبط خلف الخطوط الألمانية. درس أنتوني فوكر حطام الطائرة وتعلم تحسين التصميم من خلال مزامنة آلية إطلاق النار من البندقية مع المحرك، وبالتالي السماح للبندقية بإطلاق النار من خلال المروحة دون تدميرها. بدأ الطيارون الشباب في تطوير تقنيات القتال الجوي مع تقدم التكنولوجيا بشكل سريع، مثل ماكس ايملمان واسوالد بلكه لاني هوكر.
كتب مانفرد فون ريشتهوفن (البارون الأحمر) وهو أحد أعظم الطيارين في الحرب العالمية الأولى في كتابه (قائد الطائرة الحربية الحمراء): «الشيء العظيم في القتال الجوي هو أن العامل الحاسم لا يكمن في خدعة الطيران إنما في طاقات وقدرات الطيار الشخصية. قد يكون الطيار قادرًا على الدوران وأداء كل الحركات المثيرة التي يمكن تخيلها ولكنه قد لا ينجح في إسقاط عدو واحد.»
سرعان ما تعلم الطيارون التموضع في موقع إطلاق النار (مع تجنب تهديد بنادق العدو) من خلال المناورة خلف طائرة العدو، يُعرف هذا بالوصول إلى (الساعة السادسة) للطائرة أو (ذيلها)، بالإضافة إلى مجموعة واسعة من المصطلحات الأخرى التي صاغها عادة طواقم الطائرات. أصبح هذا النوع من القتال يعرف باسم القتال القريب. كان أوزوالد بيلك (أحد المقاتلين الألمان خلال الحرب العالمية الأولى) أول من نشر القواعد الأساسية لمناورات القتال الجوي في عام 1916، والمعروفة باسم قوانين بيلك. ونصح الطيارين بالهجوم من اتجاه الشمس (الذي لا يستطيع الطيار المدافع الرؤية نحوه)، أو الطيران على ارتفاع أعلى من الخصم. معظم هذه القواعد لا تزال فعالة حتى اليوم كما كانت قبل قرن من الزمان.
يعتبر القتال الجوي الحالي أكثر تعقيدًا من قبل، إذ تستخدم الصواريخ الجوية والرادارات والمدافع الآلية القادرة على إطلاق النار بكثافة على جميع الطائرات المقاتلة الحديثة تقريبًا. ظهرت أنواع جديدة من المناورات لإبطال قفل الرادار من خلال تقليل نمط دوبلر الخاص بالطائرة (إبقاء العدو في زاوية الساعة الثالثة أو التاسعة)، أو لاستنفاد الطاقة الحركية لصاروخ متجه نحو الطائرة (من خلال تغيير مسار الطائرة من جانب إلى آخر، وبذلك يجب على الصاروخ الذي لا يطير مباشرة نحو الهدف إنما يسعى لاعتراضه الانعطاف بحدة والسير في مسار أطول. ومع ذلك فإن القتال القريب بالصواريخ الموجهة بالأشعة تحت الحمراء ومدافع الطائرات لا تزال تتبع نفس القواعد العامة الموضوعة في أوروبا منذ أوائل القرن العشرين. لا تزال القاعدة الرئيسية هي نفسها: لا تدع خصمك يتموضع في زاوية الساعة السادسة بالنسبة لك، وحاول أنت التموضع فيها.
تختلف التكتيكات القتالية قريبة المدى اختلافًا كبيرًا حسب نوع الطائرة المستخدمة وعدد الطائرات المتحاربة.

## تكتيكات

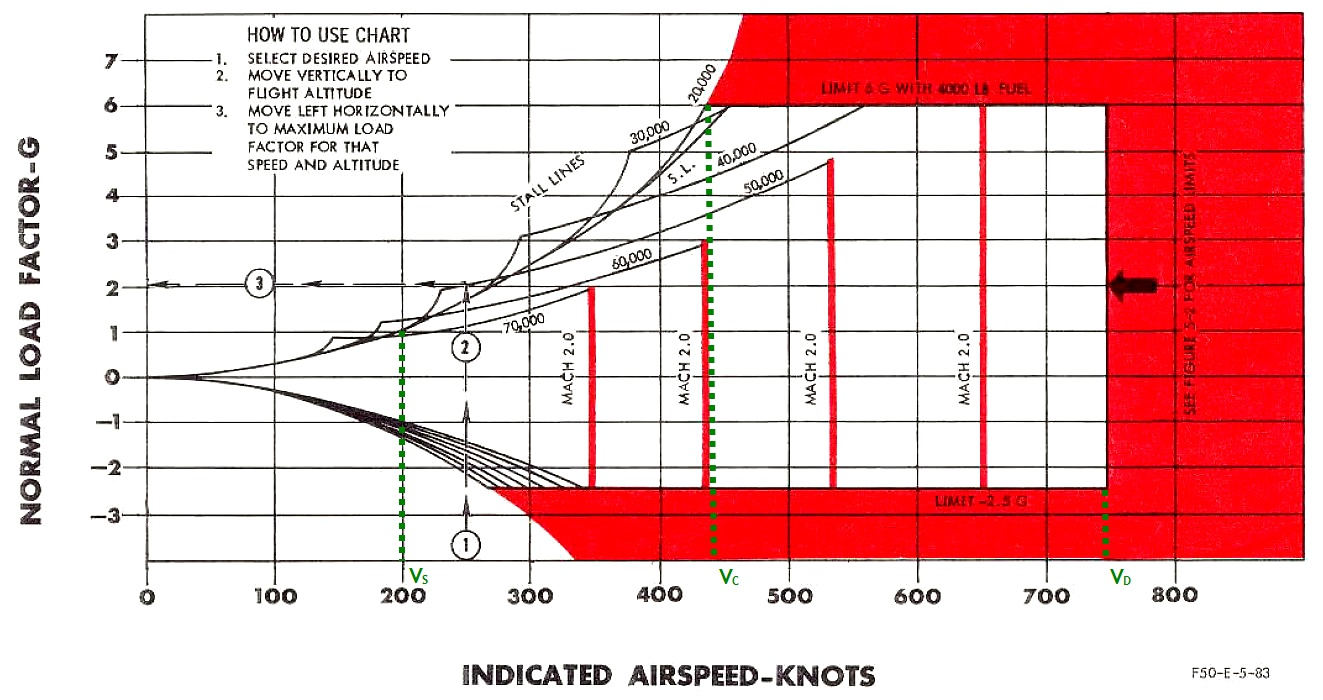
مخطط أداء للطائرة V-n F-104A

توجد خمسة أمور يجب أن يبقى الطيار على علم بها عند الاشتباك الجوي، منها رؤية ومراقبة الخصم. انتهت 85% من القتالات في جنوب شرق آسيا باكتشاف العدو وإطلاق النار عليه دون أن يُكشف موقع الطائرة. ويجب مراعاة القيود الهيكلية للطائرات المهاجمة والمدافعة، مثل نسبة قوة الدفع إلى الوزن، ووزن تحميل الجناح، وسرعة الانعطاف (السرعة القصوى أو الدنيا التي يمكن للطائرة خلالها تحقيق أفضل أداء في الدوران). يجب أيضًا مراعاة القيود المتغيرة مثل نصف قطر الدوران ومعدل الدوران وطاقة الطائرة بالنسبة لكتلتها. يجب تحديد موضع الطائرة بسرعة، بما في ذلك الاتجاه والزاوية بين مسارات الطيران وسرعة الإغلاق. يجب أيضا أن يكون الطيار على علم بموقع رجل الجناح والحفاظ على تواصل جيد معه.
يحاول الطيار خلال القتال الحفاظ على طاقة طائرته من خلال المناورات الموقوتة والمنفذة بعناية. يقوم الطيار من خلال هذه المناورات في كثير من الأحيان بإجراء مقايضات بين الطاقة المكانية للمقاتلة (الارتفاع) والطاقة الحركية (سرعة الهواء) للحفاظ على قيمة نسبة الطاقة إلى وزن للطائرة.